# Source (The-Duskfall-Album)
Source ist das zweite Studioalbum der schwedischen Melodic-Death-Metal-Band The Duskfall. Es erschien am in Schweden 30. Dezember 2003 über Black Lotus Records. Außerhalb Schwedens wurde das Album am 23. Februar 2004 veröffentlicht.

## Entstehung
Während der Entstehung des Albums hatte die Band mit mehreren Problemen zu kämpfen. Zunächst verließ der Gitarrist Glenn Svensson die Band aus privaten Gründen. Er wurde durch Joachim Lindbäck ersetzt. Der ursprünglich angesetzte Studiotermin musste verschoben werden. The Duskfall tauschten die Studiozeit mit der Band In Flames, weil die Frau des In-Flames-Schlagzeugers Daniel Svensson ein Kind erwartete. Es kam zu Verzögerungen, so dass The Duskfall statt der gebuchten fünf Wochen nur vier zur Verfügung hatten. Darüber hinaus verübte ein Freund vom Gitarristen Mikael Sandorf, der an Depressionen litt, Suizid.
Aufgenommen wurde das Album in den Dug-Out Studios in Uppsala. Produziert wurde Source von Daniel Bergstrand, Örjan Örnkloo und der Band. Bergstrand übernahm auch das Mastering.

## Titelliste
1. Case Closed – 3:16
2. Striving to Have Nothing – 4:57
3. The Grand Scheme – 4:45
4. Source – 3:37
5. Not a Good Sign – 4:56
6. Guidance – 5:40
7. Lead Astray – 3:40
8. The Destroyer – 2:35

## Rezeption
Frank Albrecht gab dem Album die Höchstnote von zehn Punkten, da Source „das Melodic-Death-Gegenstück zu Slayers Reign in Blood“ ist, weil „das Album für sein Genre Maßstäbe setzt“. Stefan Popp vom Online-Magazin Metal1.info schrieb in seiner Rezension, dass das Album trotz seiner kurzen Spielzeit „eine Menge Spaß macht“, weil es „keine Sekunde an Füllern oder gezwungenen Songverlängerungen“ gebe. Popp vergab neun von zehn Punkten für das Album. Pedro Azevedo vom Online-Magazin Chronicles of Chaos hingegen kritisierte, dass das Album mit Striving to Have Nothing und Not a Good Sign nur zwei „herausragende Lieder“ enthalte, und vergab sieben von zehn Punkten.